# مدرسه الباشیه

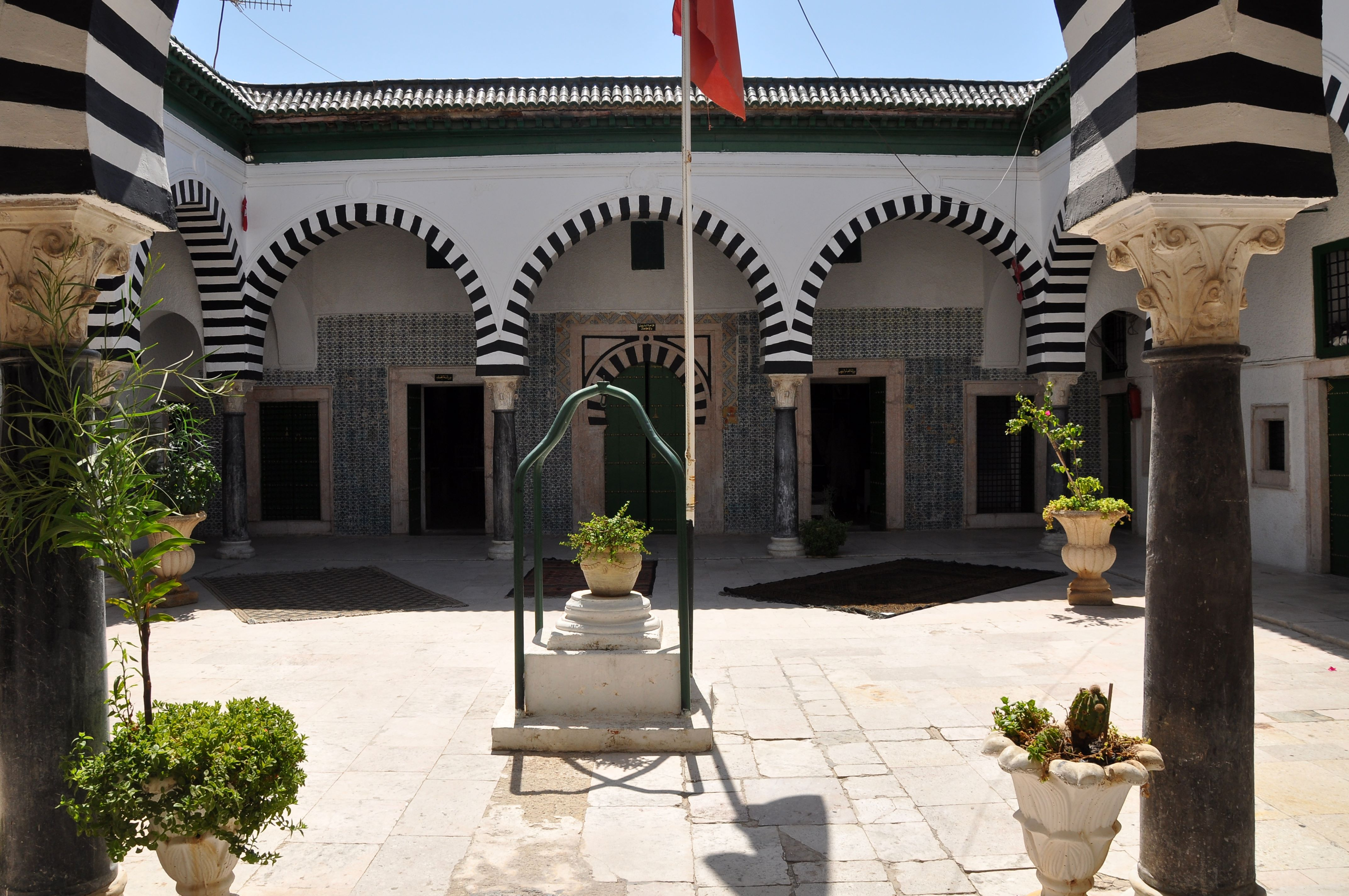
حیاط مدرسه

مدرسه الباشیه (عربی: المدرسة الباشية) یکی از مدارس شهر تونس پایتخت کشور تونس است که در زمان و دوره حکومت الحسینی ساخته شده‌است و در سیزدهم مارس ۱۹۱۲ به‌عنوان یکی از آثار تاریخی تونس به ثبت رسیده‌است.

## موقعیت
مدرسه الباشیه در مرکز و قلب شهر تونس قرار دارد، به‌طور دقیق و مشخص در منطقه الکتبیه پلاک ۲۷ واقع شده‌است، این مدرسه همسایه مسجد الزیتونیه و یک اثر تاریخی دیگر یعنی حمام القشاشین در این منطقه می‌باشد.

## تاریخ تأسیس و بنیان‌گذاری
در اواسط قرن هیجدهم علی باشا اقدام به تأسیس و ساختن تعدادی مدرسه نمود، وی یکی از این مدارس را برای دانش آموزان پیرو آیین و مذهب مالکی بنا نمود و اختصاص داد که نام این مدرسه العاشوریه بود، وی مدرسه الباشیه را نیز به دانش آموزان پیرو آیین و مذهب حنفی اختصاص داد، سال تأسیس و بنیان‌گذاری و ساختن این مدرسه در سال ۱۱۶۶ هجری قمری برابر با ۱۷۵۲ میلادی بوده‌است.

## اوقاف
تعداد اماکن وقفی این مدرسه بالغ بر ۴۶ عدد می‌باشد که شامل زمین‌های کشاورزی و تعدادی ساختمان می‌باشد. دانش‌آموزان این مدرسه می‌توانستند از درآمد این اوقاف استفاده نمایند بشرط اینکه دانش آموزان متقاضی در سال بیشتر از دو ماه آنهم برای کار مشخص مانند زیارت خانه خدا و… غیبت نداشته باشند، بغیر از این استفاده از این اوقاف برای دانش‌آموزان ساکن این مدرسه بلامانع بوده‌است، همانا از این اماکن دیگران نیز برای کسب علم استفاده می‌کردند.

## ساختمان
مدرسه الباشیه شامل یک حیاط است که در سه جهت آن ۱۳ اتاق برای استقرار و مسکن دانش‌آموزان قرار دارد، در سمت چهارم این حیاط نمازخانه و کتابخانه بزرگ مدرسه قرار دارد، این مدرسه دارای یک راه عبور می‌باشد که عابرین از میان یک شکاف که بر منطقه الکتبیه مشرف است استفاده می‌کنند.

## تاریخچه
مانند بقیه مدارس تونس که به دوران جدید برمی‌گردد، وظیفه مدرسه الباشیه از زمان تأسیس و ساختن آن در قرن هیجدهم از یک مدرسه برای آموزش به یک محل برای اسکان دانشجویان دانشگاه الزیتونیه تغییر یافت، بطوریکه در آن تعداد ۸ دانشجو که متقاضی اجازه استفاده از اوقاف این محل شده بودند مستقر گردیدند، بعد از منتفی شدن آموزش دانشگاه الزیتونیه بعد از استقلال تونس مدرسه الباشیه بسته شد و بعد از آن در دهه هشتاد قرن بیستم با کمک وزارت کار و ایجاد مشاغل این محل بازسازی گردید و بعد از آن به عنوان یک مرکز آموزش حرفه و شغل مورد استفاده قرار گرفت (هنرستان صنعتی).

## نگارخانه

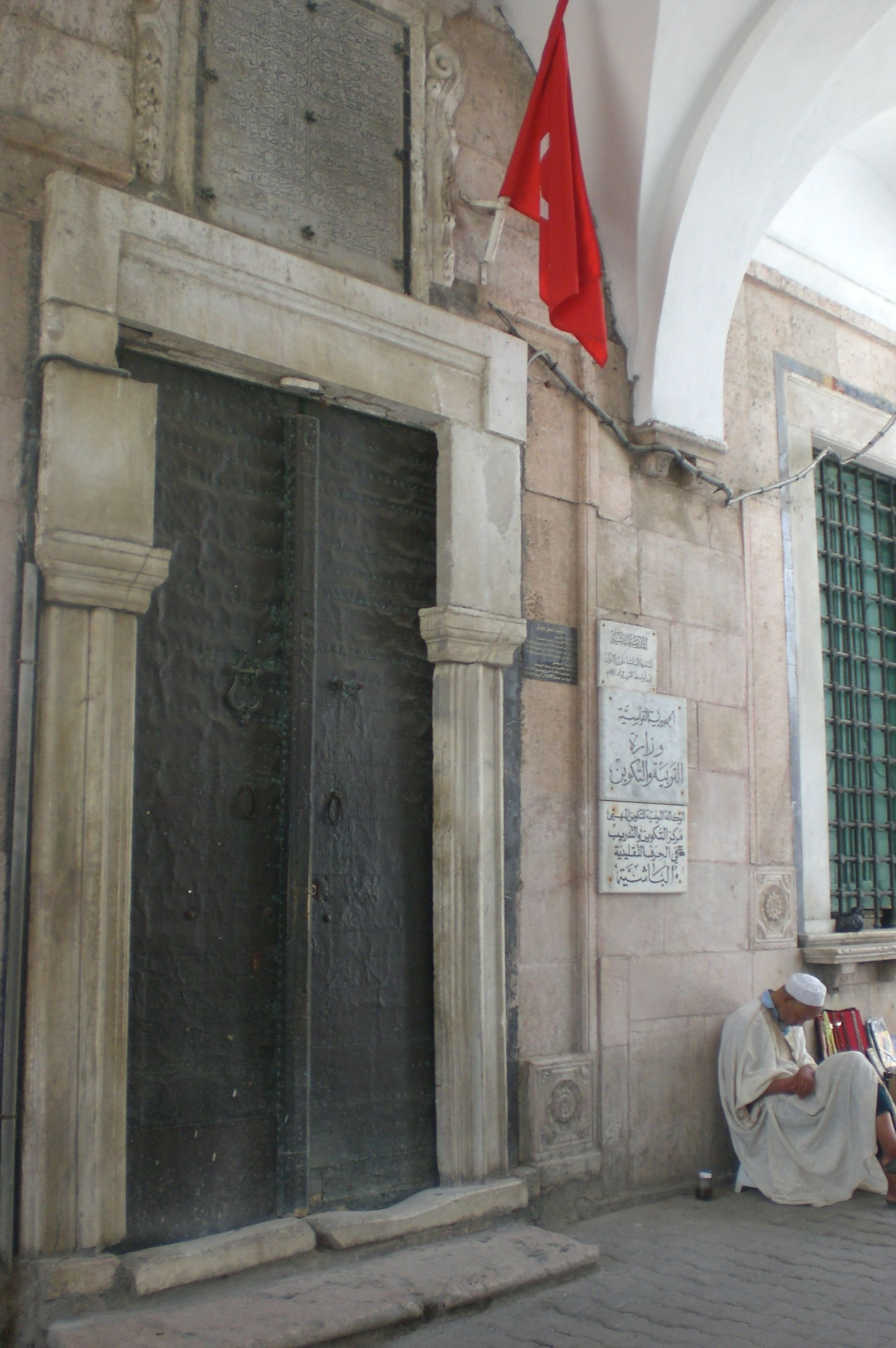
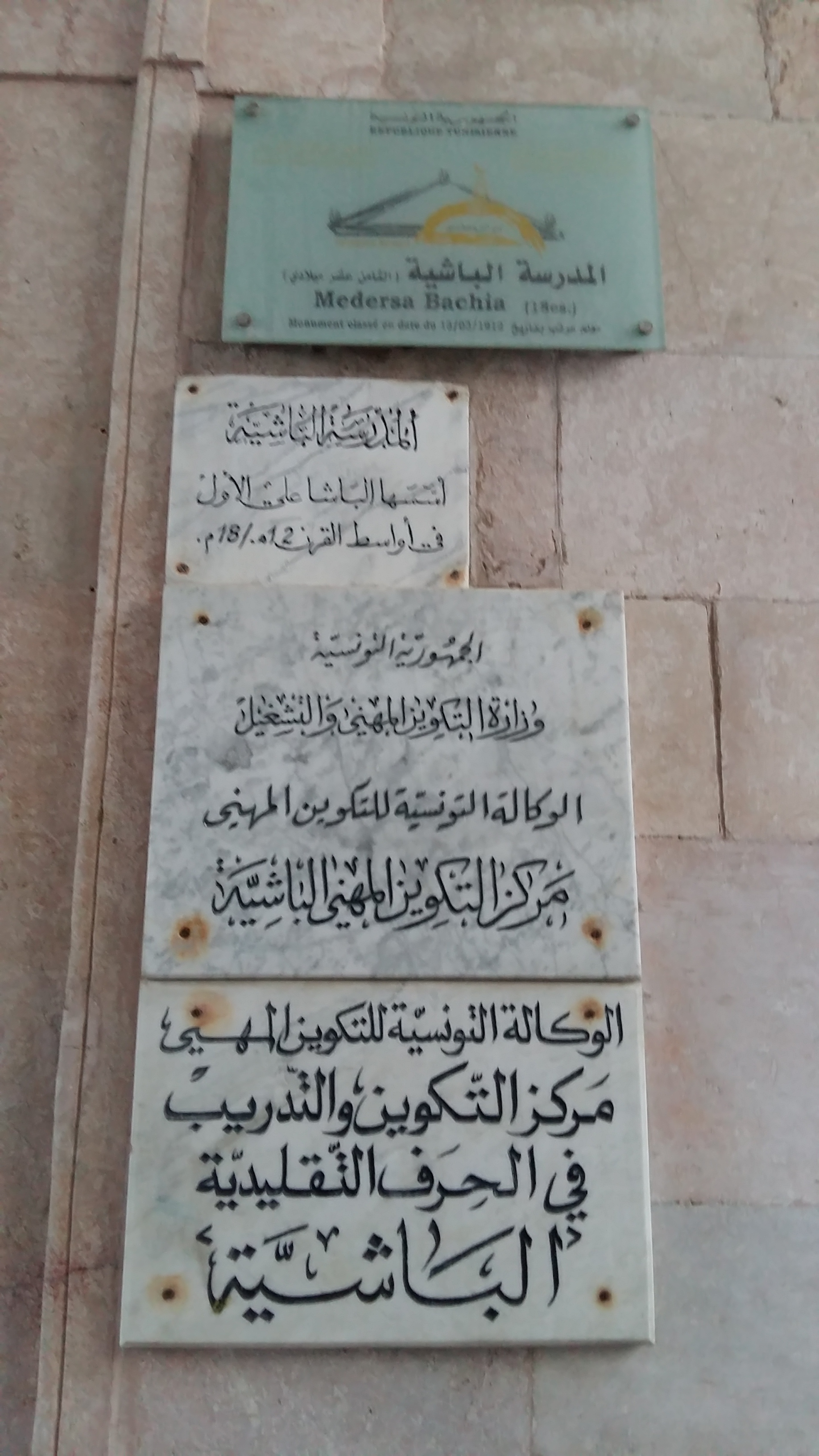
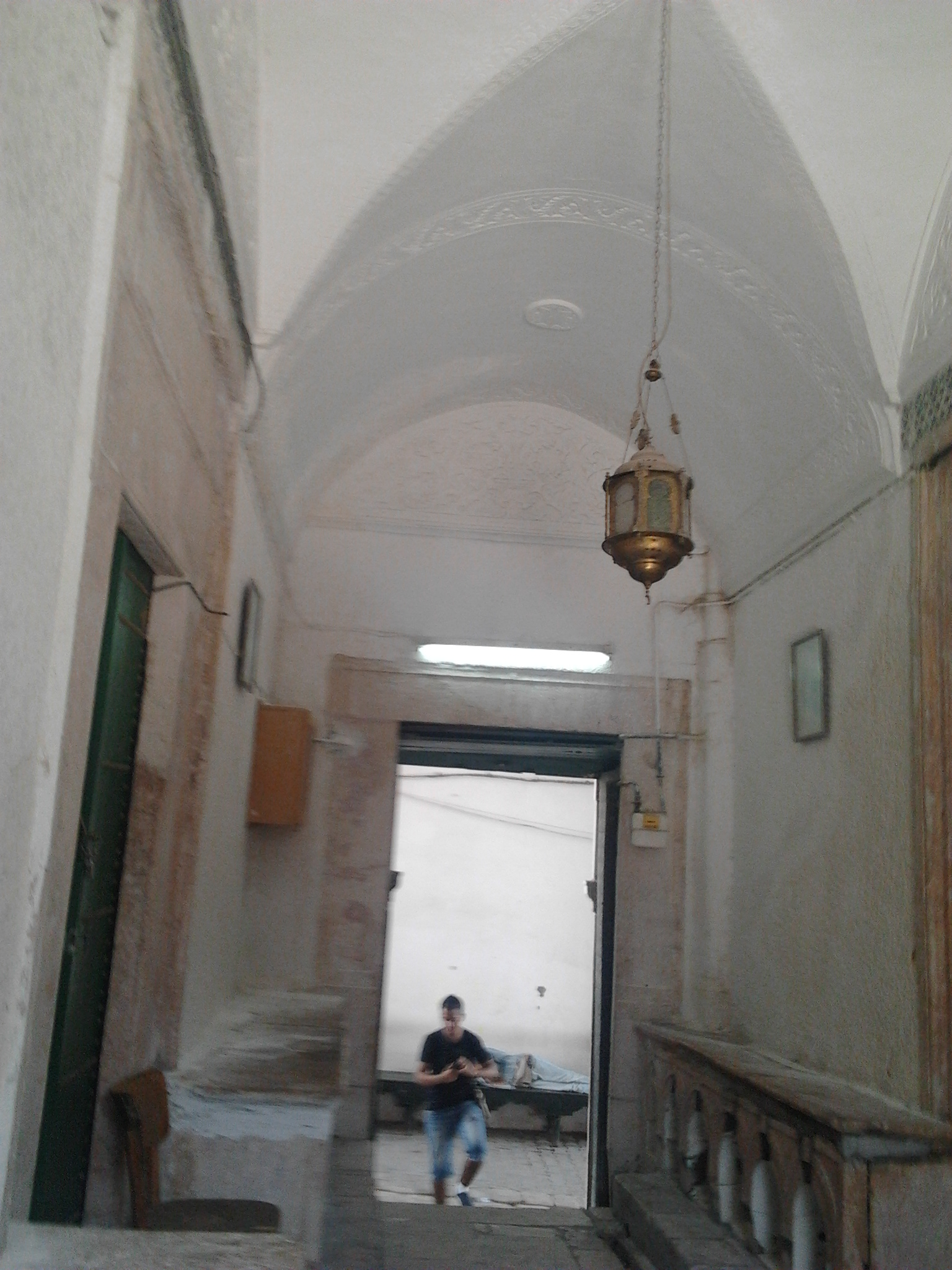
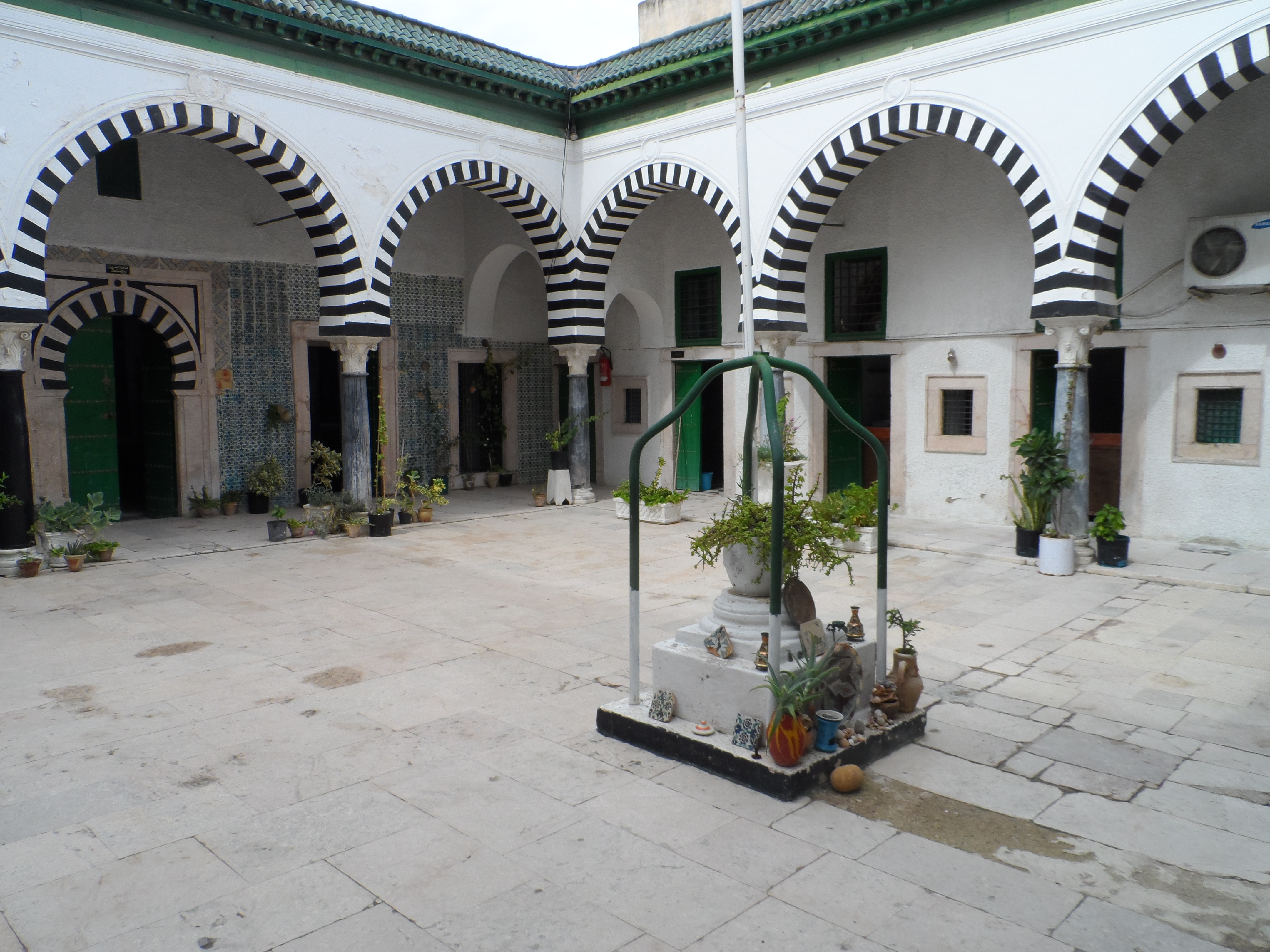